# Cesar E. Chavez National Monument

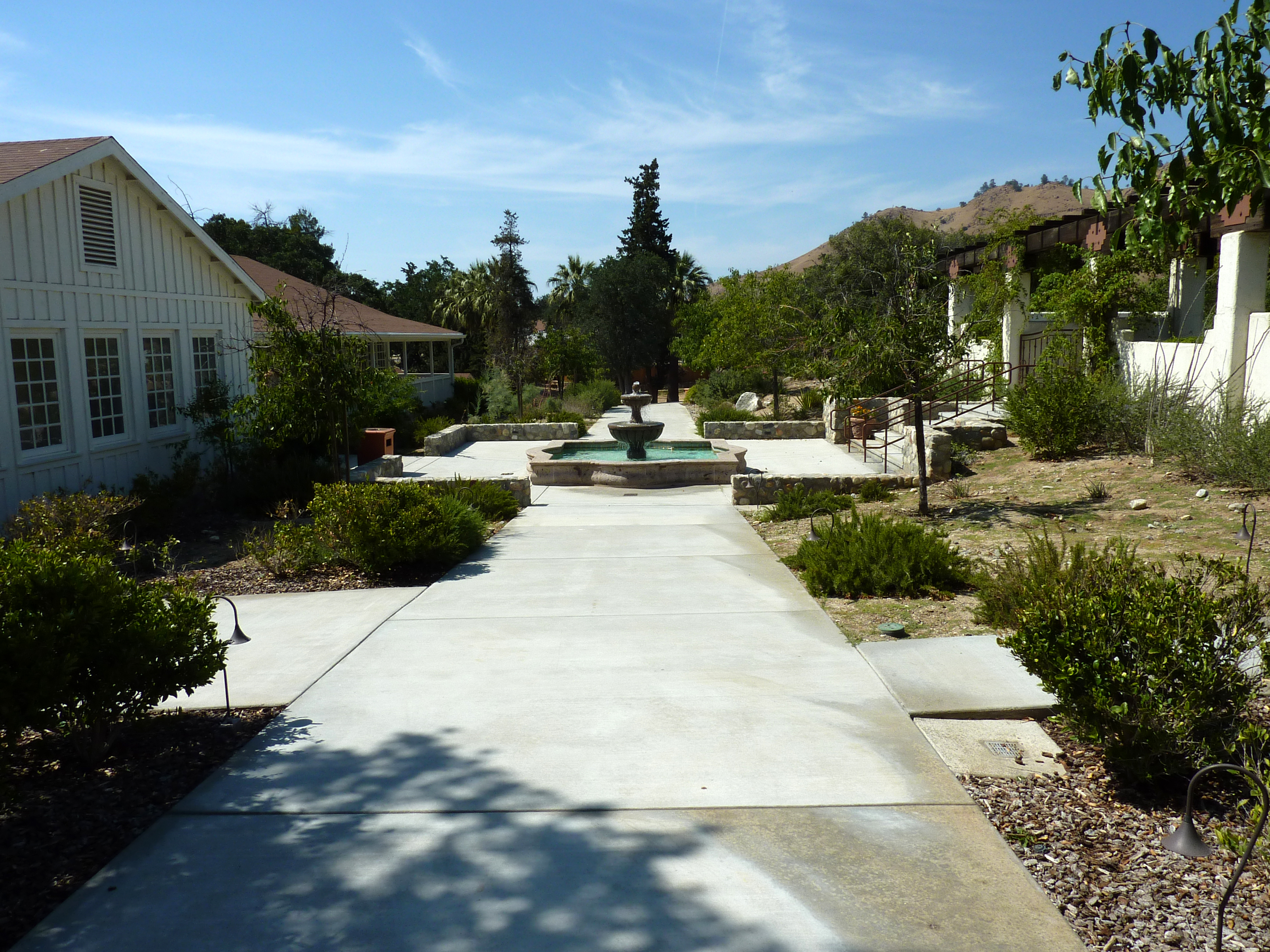
Het Cesar E. Chavez National Monument in Keene (Californië).

Het Cesar E. Chavez National Monument is een nationaal monument van de Verenigde Staten in de staat Californië. Het monument omvat een 42 hectare groot domein in de Tehachapi Mountains in Kern County dat bekendstaat als Nuestra Señora Reina de la Paz, kortweg La Paz. De vakbondsleider en arbeidsactivist César Chávez woonde er van 1971 tot aan zijn dood in 1993 en die periode was La Paz het hoofdkwartier van de vakbond United Farm Workers. Op 8 oktober 2012 erkende president Obama de site als een nationaal monument. Tegelijkertijd werd het erkend als National Historic Landmark. Het monument wordt beheerd door de National Park Service en het National Chavez Center. Sommige diensten en programma's van het Cesar Chavez National Monument zijn nog in ontwikkeling, maar een bezoekerscentrum en herdenkingstuin – met het graf van César Chávez – zijn al toegankelijk voor het brede publiek.